# Jeremy Jordan
Jeremy Michael Jordan (Corpus Christi, Texas; 20 de noviembre de 1984) es un actor y cantante estadounidense. Es conocido por interpretar a Jimmy Collins en Smash y por participar en musicales tales como Newsies y Bonnie & Clyde".

## Biografía
Jordan nació y se crio en Corpus Christi, Texas. Sus padres se divorciaron cuando él era joven. Tiene un hermano llamado Joey y una hermana de nombre Jessica. Jordan es judío por parte de su madre pues los padres de ella eran inmigrantes judíos de Rusia, Letonia y Lituania. Se graduó de la Mary Carroll High School, donde fue un miembro activo del coro. Más tarde, se graduó de la universidad de Ithaca, donde obtuvo una licenciatura en teatro musical.
Jordan se casó con la actriz Ashley Spencer en 2012.

## Carrera
Jordan comenzó a cantar y actuar en la escuela secundaria. En 2008, interpretó a Alex en The Little Dog Laughed en Hartford Theatreworks, por la que recibió una nominación de la Connecticut Critics Circle. Ese mismo año, interpretó a Tom Sawyer en Big River en el Goodspeed Opera House en Connecticut. También hizo una aparición como estrella invitada en un episodio de la serie de televisión de la NBC Law & Order: Special Victims Unit y apareció en el elenco del musical de Broadway Rock of Ages, en 2009.
En 2009, Jordan alternó el papel principal en West Side Story. También actuó como Clyde Barrow en el musical, Bonnie & Clyde por Frank Wildhorn y Don Negro en 2010. En 2011, volvió a representar el papel de Clyde cuando la obra fue estrenada en Broadway el 1 de diciembre de 2011 hasta el 30 de diciembre de 2011, cuando el espectáculo finalizó después de 36 representaciones. También interpretó a Jack en la versión teatral de Newsies en la Paper Mill Playhouse en Nueva Jersey de septiembre a octubre de 2011.
En 2012 protagonizó la película Joyful Noise junto a Queen Latifah, Keke Palmer y Dolly Parton e interpretó nuevamente a Jack Kelly en Newsies, lo que le valió una nominación al Premio Tony al mejor actor principal en un musical en 2012 y a un Premio Grammy al mejor álbum de teatro musical como solista principal del álbum del elenco de Newsies. Además de esto Jeremy ocupó el protagónico regional en el musical  del libro que inspiró una película con el mismo título Finding Neverland.
Se anunció en junio de 2012 que Jordan se uniría al elenco de la segunda temporada de Smash donde interpretó a Jimmy. Inicialmente filmó episodios de Smash mientras participaba en Newsies hasta que en agosto de 2012 se dio a conocer que su última actuación en el musical sería el 4 de septiembre. También participó en el concierto A Bed and A Chair for Encores! en el New York City Center del 13 al 17 de noviembre de 2013, junto a Norm Lewis y Bernadette Peters, entre otros. En diciembre de 2013, apareció en Hit List, una obra creada originalmente para la trama de Smash.
Jordan interpretó a Jamie Wellerstein en The Last Five Years, una adaptación cinematográfica del musical del mismo nombre. La película se rodó durante tres semanas en junio de 2013 y fue estrenada el 14 de febrero de 2015. El 2 de marzo fue elegido para dar vida a Winslow Schott en Supergirl.

## Vida personal
Jordan se casó con la actriz y cantante de Broadway Ashley Spencer en septiembre de 2012. Tienen una hija, Clara Eloise, nacida el 21 de abril de 2019.

## Filmografía
| Cine       | Cine                              | Cine                          | Cine                                                                      |
| Año        | Película                          | Rol                           | Notas                                                                     |
| ---------- | --------------------------------- | ----------------------------- | ------------------------------------------------------------------------- |
| 2007       | Common Change                     | Joel                          | Cortometraje                                                              |
| 2012       | Joyful Noise                      | Randy Garrity                 |                                                                           |
| 2015       | The Last Five Years               | Jamie Wellerstein             |                                                                           |
| 2019       | American Son                      | Oficial Paul Larkin           |                                                                           |
| 2020       | Holly & Ivy                       | Adam                          |                                                                           |
| 2021       | Mix up in the Mediteranean        | Josh/Julian                   |                                                                           |
| 2022       | Hanukka on Rye                    | Jacob                         |                                                                           |
| 2023       | Spinning Gold                     | Neil Bogart                   |                                                                           |
| Televisión |                                   |                               |                                                                           |
| Año        | Título                            | Rol                           | Notas                                                                     |
| 2008       | Law & Order: Special Victims Unit | Doug Walshen                  | Episodio: "Streetwise"                                                    |
| 2011       | Submissions Only                  | Levi Murney                   | Episodio: "The Miller/Hennigan Act"                                       |
| 2013       | Smash                             | Jimmy Collins                 | Elenco principal                                                          |
| 2013       | Elementary                        | Joey Castoro                  | Episodio: "Solve for X"                                                   |
| 2015       | Law & Order: Special Victims Unit | Skye Adderson                 | Episodio: "Agent Provocateur"                                             |
| 2015-2020  | Supergirl                         | Winslow "Winn" Schott         | 67 episodios; elenco principal (temporadas 1-3), recurrente (temporada 5) |
| 2017       | The Flash                         | Winslow "Winn" Schott / Grady | Episodios: "Duet", "Crisis on Earth X, Part 3"                            |
| 2017-2020  | Tangled: The Series               | Varian                        | Papel recurrente                                                          |
| 2024       | Hazbin Hotel                      | Lucifer Morningstar           | Papel recurrente                                                          |